# Amastus pseuderebella
Amastus pseuderebella är en fjärilsart som beskrevs av Rothschild 1909. Amastus pseuderebella ingår i släktet Amastus och familjen björnspinnare. Inga underarter finns listade i Catalogue of Life.